# Ralloú Mános
Pour les articles homonymes, voir Famille Manos et Manos.
Ralloú Mános (grec moderne : Ραλλού Μάνου ; née en 1915 et décédée le 15 octobre 1988) est une danseuse et chorégraphe grecque, fondatrice du Ballet national d'Athènes.

## Biographie
Issue de l'aristocratie phanariote, Ralloú Mános est la fille de Pétros Mános (1871-1918) et de sa seconde épouse, Sophia Tompazis. Elle est donc la demi-sœur d'Aspasía Mános (1896-1972), épouse du roi Alexandre Ier de Grèce (1893-1920).
Elle a étudié la danse à Paris, Munich et New York, notamment auprès de Martha Graham. Elle fonde, en 1941, une école qui devient le Ballet national grec, et qui porte aujourd'hui son nom. Ses chorégraphies associent des approches contemporaines et des thématiques et gestuelles antiques et byzantines.
Ralloú Mános est par ailleurs l'épouse de l'architecte Pavlos Mylonas (1915-2005), avec lequel elle a eu deux fils.